# الإسلام في أيرلندا
تم اٍنشاء أول مجتمع اٍسلامي بأيرلندا عام 1959م. وكان يتكون من الطلاب المسلمين الذين يدرسون بأيرلندا. وأطلق عليه بالبداية مجتمع دبلن الاٍسلامي، ثم سمي لاحقا بالجمعية الإسلامية في أيرلندا. ولم تكن هناك أية مساجد بأيرلندا في ذلك الوقت، فكان الطلاب المسلمين يقومون بأداء صلاتي الجمعة والعيد بمنازلهم أو بالقاعات المؤجرة. وفي عام 1969م بدأ الطلاب المسلمين يتصلون بالمنظمات والبلدان الاٍسلامية لجمع التبرعات من أجل اٍنشاء أول مسجد بأيرلندا.
في عام 1976م تم افتتاح المسجد والمركز الإسلامي بأيرلندا في مبني مكون من أربع طوابق. وكان من ضمن المتبرعين للمشروع الملك فيصل العاهل السعودي حينيذٍ. ومع مرور الوقت أصبح المسجد أصغر مما ينبغي أمام الأعداد المتزايدة من المسلمين. فبدأ المسلمين في جمع التبرعات مرة اخري لاٍنشاء مسجد أكبر. ونفس الموقف يحدث بمدينة كورك، فمع تزايد أعداد المسلمين بها بدأت عمليات جمع التبرعات لاٍنشاء مسجد بالمدينة.

## المسلمين بأيرلندا
طبقا لإحصاء أيرلندا الرسمي لعام 2016م يوجد بأيرلندا 63,443 مسلم ومسلمة. ما يمثل زيادة بنسبة 29٪ عن أرقام تعداد 2011. ويمثلون بذلك زيادة عن إحصاء عام 2002م (19,147)، بينما كان تعدادهم عام 1991م أقل من 4000 مسلم. وطبقا لإحصائية عام 2001م يوجد بشمال أيرلندا حوالي 1,943 مسلم (1,164 رجل، 779 امرأة).
الغالبية العطمي من مسلمي أيرلندا عبارة عن مهاجرين من جنوب وشرق آسيا ومن البلاد العربية والاٍسلامية، حيث تسبب عدم الشعور بالأمان ببعض البلاد الإسلامية وازدهار الاقتصاد الأيرلندي في هجرة العديد من المسلمين إليها، ويمثل المسلمين حاليا ثالث أكبر مجموعة دينية بأيرلندا.

## التاريخ
بداية الوجود الإسلامي المدون في أيرلندا ترجع إلى الخمسينيات من القرن العشرين وذلك ممثلا في الطلاب المسلمين الذين أتوا إلى أيرلندا للدراسة. ولا يعرف شيء قبل هذا التاريخ عن الإسلام والمسلمين في هذه البلاد. أول جمعية إسلامية في أيرلندا تأسست في عام 1959م علي يد الطلاب المسلمين وأطلق عليها اسم الجمعية الإسلامية في دبلن (سميت الهيئة الإسلامية في أيرلندا فيما بعد.) في ذلك الوقت لم يكن هنالك مسجد في دبلن، فكان الطلاب يؤدون صلاة الجمعة والعيدين في البيوت وفي قاعات مستأجرة. وفي عام 1969م بدأ الطلاب في الاتصال بذويهم وبعض الدول والهيئات الإسلامية بغرض جمع التبرعات لتأسيس مسجد. وفي عام 1976م تمّ افتتاح أول مسجد ومركز إسلامي في دبلن وأيرلندا، في مبنى مكون من أربعة طوابق في رقم 7 شارع هارنجـتون، دبلن 8. وكان من الذين أسهموا بنصيب مقدر في التبرع لمشروع المسجد الملك فيصل بن عبد العزيز،. وفي عام 1981م تكفلت وزارة الأوقاف والشؤون الإسلامية في دولة الكويت بابتعاث إمام للمركز، حيث تعاقب على هذا المنصب من ذلك الوقت وحتى الآن أربعة أئمة.
وبعد سنوات قليلة من تأسيس أول مركز إسلامي في دبلن، ضاق المسجد عن استيعاب الأعداد المتزايدة من المصلين بعد أن ازداد عدد المسلمين في دبلن مما اضطر المسؤولين عن المركز للقيام بحملة ثانية لجمع التبرعات لتأسيس مسجد أكبر. وفي عام 1983م تم شراء مبنى مسجد دبلن والمركز الإسلامي الحالي وتجهيزه والانتقال إليه، أما مبنى المسجد القديم فقد بيع بعد انتفاء استخدامه كمسجد، وتم بثمنه شراء أوقاف للهيئة الإسلامية في منطقة المسجد الجديد. من التواريخ الأخرى الهامة في مسيرة الوجود الإسلامي في أيرلندا ما يلي:
- 1978م تم إنشاء جمعية قولواي الإسلامية في غرب أيرلندا، كما تمّ تأجير منزل لأداء صلوات الجمعة والجماعة في تلك المدينة.
- 1981م تم شراء منزل في مدينة قولواي لاستخدامه كمسجد للمسلمين في المدينة.
- 1984م تأسست جمعية كورك الإسلامية في جنوب أيرلندا. ومدينة كورك هي ثاني أكبر مدينة في أيرلندا بعد دبلن العاصمة، كما تمّ استئجار منزل لأداء الصلوات.
- 1986م تمّ بناء مسجد مدينة بالي هونيس في شمال غرب أيرلندا.
- 1990م تمّ تأسيس المدرسة الإسلامية في دبلن، وهي أول مدرسة للمسلمين معترف بها من قبل وزارة التعليم الأيرلندية.
- 1994م تم شراء منزل في مدينة كورك لاستخدامه كمسجد للمسلمين في المدينة.
- 1994م تم شراء منزل في مدينة ليمرك Limerick في جنوب وسط أيرلندا ليكون مسجداً للمسلمين في المدينة.
- 1996م تم افتتاح المركز الثقافي الإسلامي بدبلن، بتبرع سخي من سمو الشيخ حمدان بن راشد المكتوم، نائب حاكم دبي ووزير المالية والصناعة في دولة الأمارات.
- في عام 1999م تكون فرع للهيئة الإسلامية في مدينة واترفورد، كما تمّ استئجار منزل لإقامة الصلوات وعقد الدروس للكبار وتعليم الأطفال.

## الجمعيات الإسلامية

### الهيئة الإسلامية في أيرلندا
ومقرها في مدينة دبلن هي المؤسسة الإسلامية الأم في أيرلندا. وقد تأسست باسم الجمعية الإسلامية في دبلن في عام 1959، وفي تاريخ لاحق أسميت الهيئة الإسلامية في أيرلندا لتمثل المسلمين في جميع أنحاء أيرلندا. والهيئة مسجلة لدى السلطات الرسمية منذ عام 1971م، وذلك لدى مسجل الجمعيات الصديقة، كما أنها مسجلة كهيئة خيرية معفاة من الضرائب. وللهيئة دستور مكتوب، ولها مجلس شورى ينتخب سنوياً من قبل الأعضاء. وعضوية الهيئة الإسلامية مفتوحة لجميع المسلمين في أيرلندا، وكل مسلم في أيرلندا عضو فخري في الهيئة كما ينص على ذلك دستور الهيئة، ولكن بالنسبة لحق الترشيج والانتخاب فهو مقصور على العضوية المسجلة في كشوفات الهيئة. ويبلغ عدد الأعضاء المسجلين في الوقت الحالي 1384 عضوا من جميع أنحاء أيرلندا.
تقوم الهيئة بإدارة مسجد دبلن والمـركز الإسـلامي، كما قامت بتأسـيس مسجـد للمسلمين في مـدينة كورك في جـنوب أيرلندا في عام 1994م. وأشرفت الهيئة كذلك على بناء المركز الثقافي الإسلامي، الذي تبرع به الشيخ حمدان بن راشد المكتوم، وافتتح رسميا في عام 1996م.
موارد الهيئة المالية التي تعـتمد عليها في تسيير نشاطاتها الجارية تتمثل في بعض المنازل التي تمّ شـراؤها من فائض أموال التبرعات التي جمعت لتأسيس المسجد، وذلك لتكون أوقافا تؤجر وينفق من دخلها على مصروفات المسـجـد والمركز، وكذلك لتوفير السكن لعدد من المسلمين في المنطقة حول المسجد. وتملك الهيئة أيضاً متجراً لبيع اللحوم الحلال وغيرها ومطعماً صغيراً لتوفير الوجبات الحلال وإعداد الطعام في المناسبات.
ولكن مع نمو عـدد المسـلمين في أيرلندا وتوسـع نشاطهم فقد ازدادت الأعباء المالية للهيئة. والدعم المنتظم الوحيد الذي تتلقاه الهيئة من الخارج يتمثل في راتب إمام المسجد الذي تتكفل به مشكورة وزارة الأوقاف والشؤون الإسلامية في دولة الكويت.

### المركز الثقافي الإسلامي ـ دبلن
في عام 1992 تكفل الشيخ حمدان بن راشد المكتوم، نائب حاكم دبي ووزير المالية والاقتصاد في دولة الإمارات بشراء قطعة أرض عليها مبنى كان مدرسـة في السابق ليكون مقراً دائماً للمدرسة الإسلامية (أسست في عام 1990). وفي وقت لاحق تكفل الشيخ ببناء مسـجد ومركز إسـلامي متكامل على نفس الموقع.
بدأ العمل في تشييد المركز الجديد في عام 1994، واكتملت أعمال البناء وتم الانتقال إليه (انتقال الهيئة الإسلامية) في سبتمبر عام 1996م. ومع أن المركز الإسلامي الجديد مُنح للهيئة الإسلامية بموجب عقد ايجار لمدة 35 عاماً، وأصبحت الهيئة تشرف على إدارة المسجدين القديم والجديد في دبلن. إلا أن الهيئة الإسلامية أخطرت بعد مضي سبعة أشهر بضرورة التنازل عن عقد الإيجار، وقد سبب ذلك انقساما لازلت الجالية تعاني آثاره. ورغم أن التنازل لم يتم حتى الآن لأسباب قانونية إلا أن الهيئة الإسلامية عادت إلى مقرها القديم في مسجد دبلن، بينما أصبحت هيئة المكتوم الخيرية التي أسست في عام 1997م هي التي تشرف على المركز الثقافي الإسلامي عن طريق لجنة محلية يتم اختيارها من قبل هيئة المكتوم الخيرية.

### جمعية مسلمي كورك
تأسست جمعية كورك الإسلامية في عام 1984م، وعضويتها مفتوحة لجميع المسلمين المقيمين في مقاطعة كورك، حيث يختار المسلمون سنوياً لجنةً لإدارة المركز وشؤون الجالية. وفي عام 1994م تمّ شراء منزل واستخدامه كمسجد ومركز إسلامي للجالية المسلمة في مدينة كورك. وهناك مشكلة تواجه المسلمين في مدينة كورك في الوقت الحالي وذلك فيما يتعلق برفض السلطات السماح لهم بالاستمرار في استخدام المكان الحالي كمسجد بحجة عدم حصولهم على إذن لاستخدامه كمسجد عند شرائه. وقد نشأت هذه المشكلة في أعقاب تقدم الجيران بشكوى للسلطات بسبب الطريقة التي يوقف بها المسلمون سياراتهم عند حضورهم لصلاة الجمعة مما يسبب الزحام في منطقة سكنية. وبذلك فإن المسلمين في كورك يسعون الآن للحصول على مكان مناسب، وأوسع من ناحية أخرى نظراً للزيادة في أعداد المسلمين في المدينة.

### الجمعية الإسلامية في قولواي
تم إنشاء الجمعية الإسلامية في قولواي في عام 1978م. في عام 1981م تمّ شراء منزل في المدينة لاستخدامه كمسجد للمسلمين. وعضوية الجمعية الإسلامية مفتوحة لجميع المسلمين في مقاطعة قولواي في غرب أيرلندا.

## الشؤون التعليمية الإسلامية

### التعليم النظامي
- المدرسة الإسلامية في دبلن

توجد في أيرلندا مدرسة إسلامية واحدة لأطفال المسلمين تعمل بنظام الوقت الكامل، وهي المدرسة الإسلامية في دبلن، وهي مدرسة ابتدائية قامت الهيئة الإسلامية في أيرلندا بتأسيسها في عام 1990م. وقد افتتحت المدرسة في مبنى مؤقت في مسجد دبلن والمركز الإسلامي، وفي عام 1993م انتقلت إلى مقرها الحالي الدائم، والذي تبرع به مشكوراً الشيخ حمدان بن راشد المكتوم. والمدرسة معترف بها من قبل وزارة التربية والتعليم في أيرلندا، تساهم الوزارة في تمويلها شأنها في ذلك شأن المدارس الأخرى.
ويتمثل الدعم الذي تتلقاه المدرسة من وزارة التربية والتعليم الأيرلندية فيما يلي:
- - دفع رواتب المعلمين المؤهلين المسجلين لدى الوزارة.
  - منحة سنوية مقدارها 64 جنيهاً أيرلندياً عن كل تلميذ في المدرسة.
  - دفع 85% من قيمة اثاثات المدرسة.

ومن ذلك يتضح أن الوزارة لا تتكفل بكل نفقات المدرسة، بل بجزء منها، وتتكفل الجهة القائمة على المدرسة بالباقي. وهذ هو النظام الذي تتبعه الوزارة مع كل المدارس.
يبلغ عدد التلاميذ في المدرسة في الوقت الحالي 245 تلميذاً يأتون من مختلف أنحاء مدينة دبلن، وتمتلك المدرسة أربع حافلات لنقل التلاميذ. ويبلغ عدد المعلمين بالمدرسة 11 معلماً من وزارة التربية والتعليم، تتكفل الوزارة بدفع مرتباتهم، وهنالك خمس معلمون مسلمون لتعليم القرآن واللغة العربية والتربية الإسلامية.
ويتكون النظام الإداري للمدرسة من الراعي (إمام الهيئة الإسلامية) على قمة الجهاز، ثم مجلس إدارة المدرسة المكون من عضوين يختارهما الراعي واثنين ينتخبهما أولياء الأمور وناظر المدرسة وممثل للمعلمين، ثم يقوم الستة باختيار عضوين من الجالية المسلمة.
تقوم المدرسة بتدريس المنهج الأيرلندي للعلوم الطبيعية والإنسانية (رياضيات، علوم، لغة إنجليزية، جغرافيا الخ…) وهذا شرط الوزارة في مقابل الاعتراف بالمدرسة ودعمها. أما تدريس الدين فموكول إلى إدارة المدرسة بدون تدخل من الوزارة حيث يتم تدريس القرآن الكريم والتربية الإسلامية واللغة العربية.
- أبناء المسلمين في المدارس النظامية الأخرى:

إن المدرسة الإسلامية في دبلن إنما تستوعب عدداً محدوداً من أبناء المسلمين في المدينة، ولذلك فإن بقية التلاميذ يذهبون إلى مدارس الطوائف الديينية الأخرى في أيرلندا لتلقي التعليم (كل المدارس في أيرلندا ـ تقريباًـ تدار من قبل الكنائس والجماعات الدينية. ويتمثل دور وزارة التربية والتعليم الأيرلندية في تقديم الدعم للمدارس بعد الاعتراف بها.) ونظراً لعدم وجود مدرسة إسلامية في أي مدينة أخرى من مدن أيرلندا، ما عدا دبلن، فإن الإطفال المسلمين في تلك المدن يذهبون إلى المدارس المحلية لتلقي التعليم.
ومن ناحية أخرى، وبسبب عدم وجود أي مدرسة إسلامية ثانوية في أيرلندا، فإن جميع أبناء المسلمين، بما في ذلك الذين يُكملون تعليمهم الابتدائي في المدرسة الإسلامية في دبلن يذهبون إلى مدارس الطوائف الدينية المختلفة لتلقي التعليم في هذه المرحلة. وهذا وضع حرجٌ جداً.

### التعليم غير النظامي
هنالك العديد من المدارس غير النظامية التي تعمل بنظام الوقت الجزئي (خاصة في عطلة نهاية الأسبوع) لتعليم التربية الإسلامية والقرآن واللغة العربية، ومن هذه المدارس:
- مدرسة الفلاح الإسلامية بدبلن، وتشرف عليها الهيئة الإسلامية في أيرلندا، حيث تعمل في يومي الجمعة والسبت من كل أسبوع.
- مدرسة الأحد الإسلامية في مسجد دبلن والمركز الإسلامي.
- مدرسة نور الهدي القرآنية بدبلن، ويشرف عليها المركز الثقافي الإسلامي بدبلن حيث تعمل ثلاثة أيام في الأسبوع: الجمعة والسبت والإثنين.
- المدرسة الليبية بدبلن : حيث يشرف عليها بعض المسلمين الليبيين، وتتبع منهج وزارة التعليم في ليبيا، والمدرسة مفتوحة لأبناء الجالية العربية من ليبيين وغيرهم. وتعمل المدرسة في يومي السبت والأحد من كلّ أسبوع.
- هنالك مدارس في عطلة نهاية الأسبوع ملحقة بالمساجد المختلفة في قولواي وكورك وليمرك وكافان وواترفورد وبالي هونيس وبلفاست.

## المقابر الإسلامية
كانت الجمعية الإسلامية في دبلن قد قامت في عام 1976م بشراء قطعة أرض صغيرة منفصلة في مقبرة في وسط مدينة دبلن بالقرب من المركز الإسلامي، لاستخدامها كمقبرة لدفن موتى المسلمين. وفي نهاية الثمانيات امتلأ الجزء الخاص بالمسلمين في تلك المقبرة مما اضطرنا للبحث عن مكان آخر حتى تمّ الحصول على المكان الحالي في عام 1990م، وذلك بالاتفاق مع بلدية دبلن.
نظراً لصغر حجم الجالية المسلمة في دبلن وأيرلندا لا يوجد مكتب خاص بالمسلمين يقوم بخدمات تجهيز ودفن الموتى المسلمين، كما هو الحال في مدن أوربية أخرى. وفي الوقت الحاضر يشرف موظفو الهيئة للإسلامية في أيرلندا على التجهيزات الخاصة بغسل ودفن موتى المسلمين. وإذا مات شخص مسلم فإننا نلجأ إلى شركة دفن أيرلندية، حيث تقوم بنقل جثمان الميت من المستشفى إلى مقرها، ونقوم نحن بغسل الميت في مكان الشركة. وبعد الانتهاء من غسل الميت تقوم الشركة بأخذ الميت إلى المسجد للصلاة عليه ثمّ إلى المقبرة لدفنه أو نقله خارج أيرلندا إذا طلب أهله ذلك

## الاعتراف بالدين الإسلامي
كان دستور جمهوية أيرلندا لعام 1937 ينص في المادة رقم 44 على الاعتراف بالوضع الخاص للطائفة الكاثوليكية في أيرلندا باعتبار أن أتباعها يشكلون الغالبية العظمى من سكان أيرلندا (أكثر من 90%) كما كانت هذه المادة تنص أيضاً على الاعتراف ببعض طوائف البروتستانت وباليهود. ولم يكن هنالك ذكر للدين الإسلامي إذ لم يكن للمسلمين وجود في أيرلندا في ذلك الوقت. وعلى كلٍ فقد تمّ إلغاء هذه المادة من الدستور الأيرلندي في عام 1972. وبذلك فليس هنالك نص صريح يفيد باعتراف الدولة بأديان دون سواها، ولكن من الناحية العملية فإن الدولة تعترف بالدين المسيحي ممثلاً في طائفة الكاثوليك وطوائف البروتستانت وبالدين الإسلامي وبالدين اليهودي خاصة في مجال التعليم وإجراء عقودات الزواج ومشاركة ممثلي المسيحية والإسلام واليهودية في المناسبات الرسمية.

## المساجد والمراكز الإسلامية

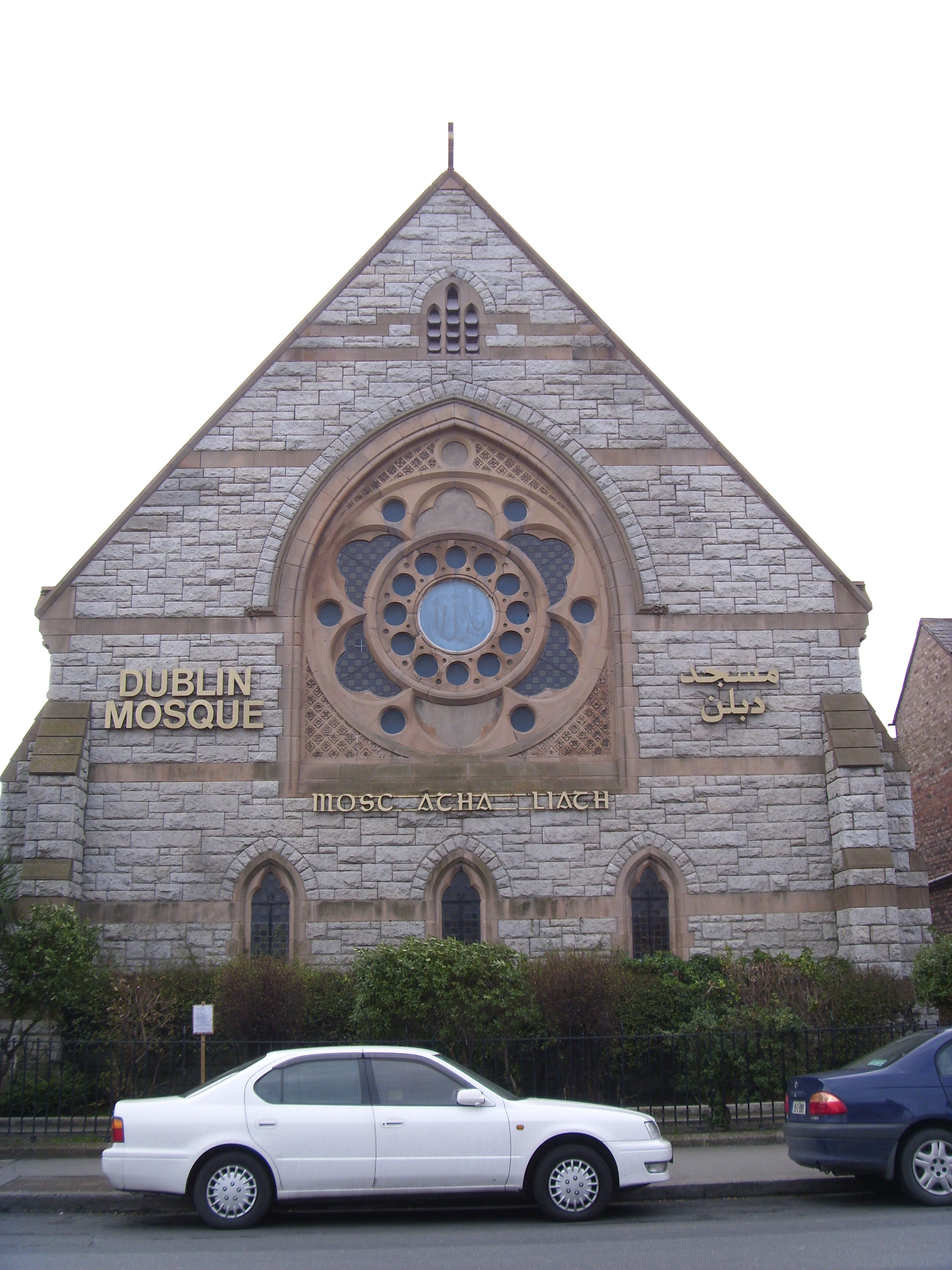
مسجد في دبلن.

المساجد والمراكز الاٍسلامية بأيرلندا هي:
- المركز الثقافي الإسلامي بأيرلندا:[11] يقع بكلونسكيج بدبلن - الاٍمام: الشيخ حسين حلاوة.
- مسجد دبلن[12]:(ويدار عن طريق الجمعية الإسلامية في أيرلندا) ويوجد على الطريق الدائري الجنوبي - الاٍمام: الشيخ يحيي الحسين.
- المجلس الاسلامي الأعلى بأيرلندا: الشيخ شهيد ستاردين.
- المجلس الاسلامي بأيرلندا.
- اتحاد مسلمي أيرلندا:[13] المدير التنفيذي :د. خالد سليمان.
- مركز بلفاست الاسلامي:[14] وأسس عام 1997م